# Chaihuín
Chaihuín es una localidad perteneciente a la comuna chilena de Corral en la costa de la Provincia de Valdivia (XIV Región de Los Ríos de Chile).

## Localización
La comunidad de Chaihuín se encuentra a 30 kilómetros al sur de Corral y es vecina de las comunidades de Huiro, Huape y Cadillal.
Se emplaza en la ribera del río Chaihuín, que nace en el suroeste de la Comuna de Corral, al interior de la Cordillera de la Costa. Comunica los pequeños asentamientos de Cadillal Alto y Bajo ubicados a 5 kilómetros aproximadamente de Chaihuín.

## Comunicaciones
La localidad posee cobertura celular solo de Entel Chile. Movistar Chile, WOM y  Claro Chile

## Clima
Al pertenecer al medio costero posee temperaturas moderadas (máximas de 25 °C y mínimas de 7,7 °C[cita requerida]), una alta precipitación (2500 mm. anuales) y una constante humedad ambiental (mínimas de 75%). Estas condiciones climáticas permiten un tipo de vegetación denominado selva valdiviana costera, caracterizado por una gran diversidad de especies con un alto endemismo.

## Densidad
El Distrito de Chaihuín tiene 294,5 km² lo que representa casi el 38% de la superficie total de la Comuna de Corral.  Su población actual asciende a 788 habitantes. Según encuesta CAS, en 1997 la comunidad de Chaihuin sin considerar a las otras comunidades, contaba con una población de 304 habitantes y 74 viviendas.

## Actividades sociales y económicas
La localidad posee una Escuela Municipal (Escuela Chaihuín N.º 176) que imparte enseñanza de 1º a 6º básico, que cuenta con un internado para 30 alumnos. Existe una posta de Salud Rural ubicada a unos metros de la escuela, la cual es manejada por un paramédico.
En cuanto a organizaciones comunitarias, existe un Sindicato de Pescadores; una Junta de Vecinos; un Club deportivo; una Alcaldía de Mar, un Centro de Padres y Apoderado, el Centro Cultural y Ambiental Kaykayen ,Agrupación de artesanos Alerce Costero y Asociación Gremial De Emprendedores Turísticos De La Costa De Corral.

## Población
La mayoría de los habitantes de Chaihuín son mestizos, a pesar de que las familias fundadoras de la comunidad de Chaihuin son de ascendencia mapuche-huilliche situación muy diferente a la que ocurre en la localidad de Huiro donde sus pobladores comparten una identidad cultural y territorial mapuche-huilliche.            

## Actividad productiva
Actualmente en Chaihuín al igual que las localidades aledañas, la actividad productiva con mayor dedicación es la pesca artesanal.             
La agricultura por su parte, se realiza en chacras, huertos y cultivos invernaderos, cuyos productos son destinados principalmente al autoconsumo o en algunos casos a la venta en la comuna.             
La ganadería es desarrollada por quienes poseen alguna superficie significativa de tierra es principalmente de ovinos y solo en algunos familias poseen ganado bovino. Estos animales que se comercializan anualmente constituyen un importante capital para estas familias.            
La actividad forestal actualmente se asocia solo a la producción de leña para el autoconsumo o la venta al interior de la comunidad.
La actividad más importante actualmente de esta localidad es el turismo donde actualmente podemos encontrar cabañas, camping, restaurantes, hospedaje, tours, ya que debido al clima en este sector se encuentran localidades con variados paisajes donde abunda la naturaleza (bosques, playas, lagunas, ríos, selva valdiviana, etc.) en cuanto a cabañas podemos encontrar entre ellas Cabañas Río Chaihuín (donde realizan actividades para conocer estos hermosos paisajes que nos regala la naturaleza).

Bahia Chaihuin desde Torre Chaihuin (parque nacional Alerce Costero)